# Haptogenys bipunctata
Haptogenys bipunctata är en fiskart som först beskrevs av Day, 1876.  Haptogenys bipunctata ingår i släktet Haptogenys och familjen Blenniidae. Inga underarter finns listade i Catalogue of Life.